# Paracyrba
Paracyrba Zabka & Kovac, 1996 è un genere di ragni appartenente alla famiglia Salticidae.

## Etimologia
Il nome deriva dal prefisso greco παρά, parà, che significa presso, vicino, accanto, ad indicare la somiglianza dei caratteri con il genere Cyrba.

## Caratteristiche
Le femmine sono lunghe fino a 9 millimetri, i maschi, più piccoli, non superano i 7–8 mm. Il cefalotorace, di forma appiattita, ha colore scuro con una striscia centrale biancastra più marcata nelle femmine che nei maschi.
L'opistosoma si nota invece per avere 4-5 piccole fasce giallastre trasversali e la zona delle filiere di colore molto chiaro. I genitali sono molto simili a quelli del genere Cyrba.
Le zampe lunghe e sottili di questi ragni sono più adatte a movimenti lenti e furtivi che a salti come è tipico della famiglia Salticidae. Tale adattamento è bastato per costituirne un genere a parte.

## Habitat
Il loro microhabitat preferito è all'interno vuoto dei fusti delle pianticelle in decomposizione (soprattutto bambù), dove preda piccoli animaletti, prevalentemente larve di zanzare.
Si presentano con un solo esemplare per ogni fusto di pianticella.

## Distribuzione
L'unica specie oggi nota di questo genere è stata rinvenuta in Malaysia.

## Tassonomia
A giugno 2011, si compone di una specie:
- Paracyrba wanlessi Zabka & Kovac, 1996[4] — Malaysia